# Herajärvi (sjö i Norra Österbotten)
Herajärvi är en sjö i Finland. Den ligger i kommunen Siikalatva i landskapet Norra Österbotten, i den centrala delen av landet, 500 km norr om huvudstaden Helsingfors. Herajärvi ligger 139 meter över havet. I omgivningarna runt Herajärvi växer i huvudsak blandskog. Arean är 9,6 hektar och strandlinjen är 1,24 kilometer lång. Sjön  ingår i Siikajokis huvudavrinningsområde. 